# Hiremanoli, Khanapur
Hiremanoli là một làng thuộc tehsil Khanapur, huyện Belgaum, bang Karnataka, Ấn Độ.